# 2228 Szojuz–Apollo
A 2228 Szojuz–Apollo (ideiglenes jelöléssel 1977 OH) a Naprendszer kisbolygóövében található aszteroida. Nyikolaj Csernih fedezte fel 1977. július 19-én.